# Liste öffentlicher Kneipp-Anlagen im Landkreis Waldshut
In der Liste öffentlicher Kneipp-Anlagen im Landkreis Waldshut sind öffentliche Kneipp-Anlagen für Orte, die zum Landkreis Waldshut in Baden-Württemberg gehören, aufgeführt. Sie ist primär nach Orten sortiert, unabhängig davon, ob es sich um Ortsteile, Gemeinden oder Städte handelt. Kneipp-Anlagen können laut Kneipp-Bund in Form von Wassertretanlagen oder Armbecken vorliegen und unterliegen grundsätzlich nicht der Trinkwasserverordnung. Kneipp-Anlagen werden häufig künstlich angelegt. Daneben gibt es in den natürlichen Verlauf von Fließgewässern eingebettete Wassertretstellen. Kneippen ist eine Behandlungsmethode der Hydrotherapie, die auf der Grundlage von Sebastian Kneipp angewendet wird. Hierbei wird in kaltem Wasser auf der Stelle geschritten. In Armbecken werden die Arme bis zur Mitte der Oberarme ins kalte Wasser getaucht. Die Liste erhebt keinen Anspruch auf Vollständigkeit.

## Kneipp-Anlagen im Landkreis Waldshut
Derzeit sind im Landkreis Waldshut 16 öffentliche Kneipp-Anlagen erfasst (Stand: 8. Juni 2021):
| Bild             | Ort                              | Beschreibung                                                         | ↴ Zufluss / ↳ Abfluss  | Standort                                                                                                |
| ---------------- | -------------------------------- | -------------------------------------------------------------------- | ---------------------- | --- |
|                  | Bad Säckingen                    | Wassertretstelle an einem Barfußpfad.                                | ↴↳ Gewerbebach         | ⊙ Grünnenbacher Weg                                                                                     |
|                  | Bernau im Schwarzwald-Innerlehen | Kneipp-Anlage Bernau im Schwarzwald-Innerlehen                       |                        | ⊙ Kurpark                                                                                               |
|                  | Bernau im Schwarzwald-Innerlehen | Kneipp-Anlage Bernau im Schwarzwald-Innerlehen                       |                        | ⊙ Tannengrund, Albweg                                                                                   |
|                  | Bernau im Schwarzwald-Oberlehen  | Kneipp-Anlage Bernau im Schwarzwald-Oberlehen                        |                        | ⊙ Dr.-Ludwig-Baur-Straße                                                                                |
|                  | Bernau im Schwarzwald-Oberlehen  | Kneipp-Anlage Bernau im Schwarzwald-Oberlehen                        |                        | ⊙ Stöckerwaldweg                                                                                        |
|                  | Birkendorf                       | Kneipp-Anlage Ühlingen-Birkendorf                                    |                        | ⊙ Schwarzwaldstraße                                                                                     |
|                  | Grafenhausen                     | Wassertretstelle im Skulpturenpark                                   | ↴↳ Schafbrunnenbächle  | ⊙ Skulpturenpark                                                                                        |
|                  | Häusern                          | Kneipp-Anlage bei Häusern.                                           |                        | ⊙ |
|                  | Höchenschwand, Natursportzentrum | Kneipp-Tretbecken in Höchenschwand.                                  |                        | ⊙ |
|                  | Hohentengen a. H.                | Wassertretbecken und Armbecken                                       |                        | Von Hohentengen-Mitte über Bergstraße Richtung Bergöschingen auf der rechten Seite im Wald, beschildert |
|                  | Menzenschwand-Vorderdorf         | Kneipp-Anlage Menzenschwand-Vorderdorf bei St. Blasien-Menzenschwand | ↴↳ Menzenschwander Alb | ⊙ Vorderdorfstraße                                                                                      |
|                  | Nöggenschwiel                    | Kneipp-Anlag bei Weilheim-Nöggenschwiel.                             |                        | ⊙ |
|                  | St. Blasien                      | Wassertretstelle und Kneipp-Anlage am Albbecken.                     |                        | ⊙ am Albstausee                                                                                         |
|                  | St. Blasien                      | Wassertretstelle am Kurgarten, Tusculumweg                           |                        | ⊙ Kurgarten                                                                                             |
|                  | St. Blasien                      | Wassertretstelle am Wanderparkplatz                                  |                        | ⊙ Muchenländer Straße                                                                                   |
| (weitere Bilder) | Todtmoos                         | Wassertretbecken und Kneipparmbad bei Todtmoos.                      |                        | ⊙ |
|                  | Todtmoos                         | Das Wassertretbecken ist gelegen inmitten des Neuen Kurparks.        |                        | ⊙ Neuer Kurpark                                                                                         |